# Skibob

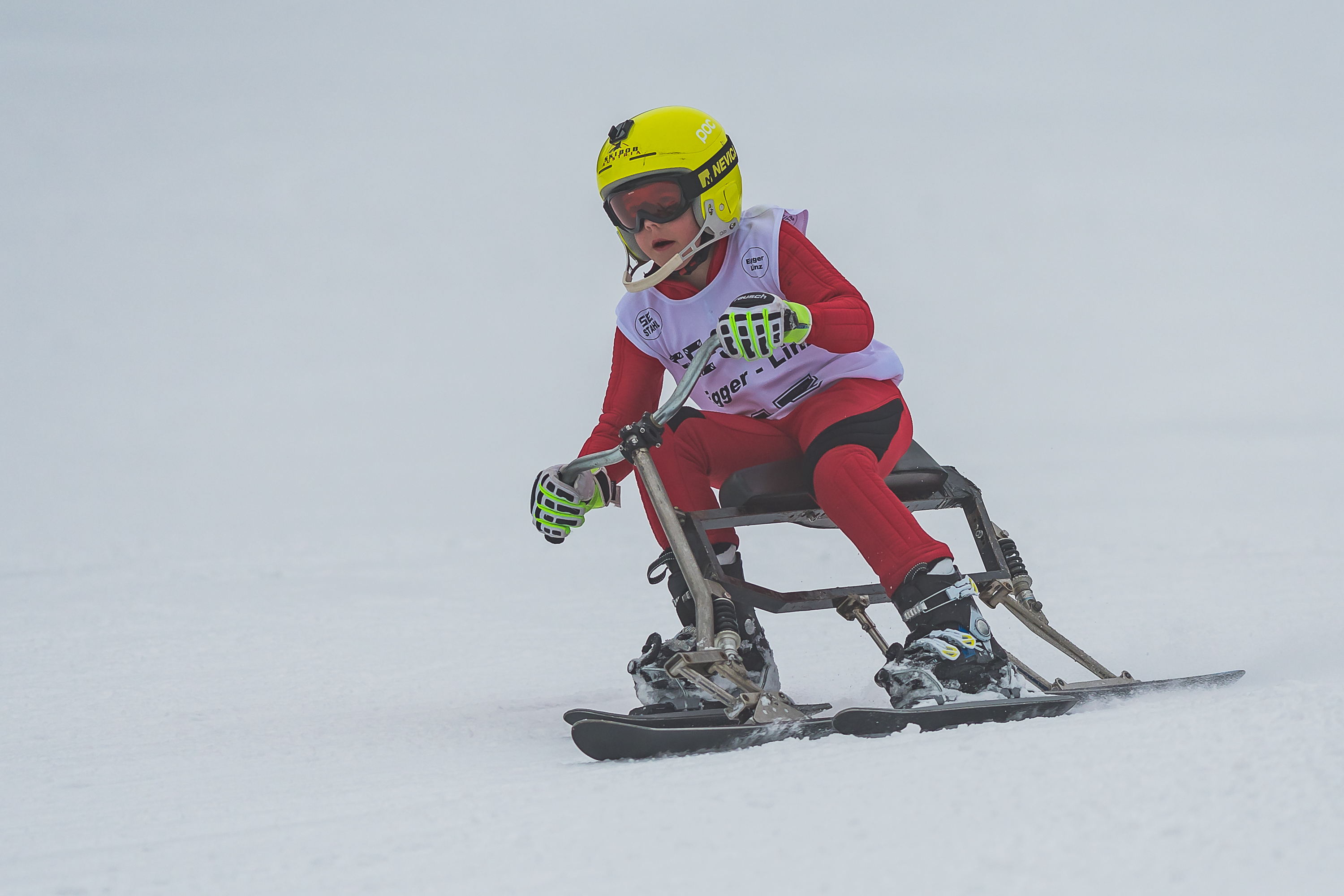
Skibob

Skiboby – indywidualny  sport zimowy, w którym zawodnik siedząc porusza się na pojeździe stanowiącym połączenie nart i roweru. Dodatkowo zawodnicy dysponują dwiema małymi nartami przymocowanymi do butów, które pomagają im utrzymać stabilność podczas jazdy. Zawody skibobowe rozgrywane są w slalomie, gigancie i supergigancie.